# Произход на румънците
Произходът на румънците, съвременен народ в Югоизточна Европа, съставляващ основното население на Румъния и Молдова, е ненапълно изяснен и е предмет на няколко алтернативни теории. Всички те приемат, че говореният от румънците румънски език се формира на основата на диалектите на простонародния латински, говорени в Късната античност в римските провинции на Югоизточна Европа, северно от Иречековата линия.
Според теорията за дако-римския континюитет румънците произлизат главно от дако-римляните, етническа група, образувала се при съжителството на местните даки и римски колонисти в римската провинция Дакия северно от Дунав. Според алтернативната имиграционна теория етногенезисът на румънците започва в провинциите южно от Дунав, като местното романизирано население (наричано от Средновековието власи) се разселва през планинските области както на север към Карпатите, така и на юг към Гърция. Двете теории се съчетават в адмиграционната теория, според която романоезични общности се запазват задълго и от двете страни на Дунав, като първоначалните романоезични общности северно от реката постепенно нарастват за сметка на миграции от юг.
Изграждането на различните теории за произхода на румънците и споровете между техните привърженици често са силно политически мотивирани – те дават противоположни аргументи за това дали румънското или унгарското население на Трансилвания е по-ранно.
Съвременните независими изследвания приемат въпроса за произхода на румънците за нерешен, тъй като „наличните исторически, археологични и лингвистични данни не изглеждат достатъчни, за да се даде определен отговор“, а „местоположението и обхватът на територията, където възниква „дако-романският език“, са несигурни".

## Дако-римска теория
Първите теории за произхода на румънците, появили се през XVII-XVIII век, когато е установена принадлежността на румънския език към романските езици, приемат, че румънците са потомци на римски заселници. Към този възглед се придържат молдовски автори, като Мирон Костин и Димитрие Кантемир, както и по-късните представители на Трансилванската школа, като Петру Майор, Самуил Мику-Клайн, Георге Шинкай, Йон Будай-Делеану. Според тези автори даките, смятани за скити, споделящи общи богове със славяните, нямат роля в етногенезиса на румънците.
Идеята за дако-римско смесване в основата на румънския етнос е предложена първоначално в началото на XIX век от гръцки автори, като Даниил Филипидис и Дионисие Фотино, получавайки бавно по-широко разпространение в академичните среди и сред по-широката публика след публикуването на статията „Загинали ли са даките?“ на Богдан Петричейку Хашдеу през 1860 година.
Дако-римската теория, с подчертаване на автохтонния произход на румънците, става доминираща в Румъния през Междувоенния период, характеризиращ се с възхода на националистически, консервативни и антимодернизационни възгледи. Централна роля за налагането ѝ изиграва монографията „Гетика“ на Василе Първан от 1926 година, която наред с предимно дако-гетския произход на румънците лансира и цяла теория за тяхната предполагаема религия и нрави, свързващи ги със северните индоевропейци в противовес на приеманите за по-низши култури на Средиземноморието.

## Имиграционна теория
Теорията за дако-римския континюитет при етногенезиса на румънците е поставена под въпрос от някои наблюдения на сравнителното езикознание. Още в края на XVIII век шведският историк Йохан Тунман, а по-късно и словенските езиковеди Йерней Копитар и Франц Миклошич, установяват сходства между разнородни езици, обединявани днес в балкански езиков съюз, и особено между румънския и албанския. Тези два езика споделят редица характеристики – общи базови лексеми, постпозитивен определителен член (на практика идентичен в женски род), необичайна ударена фонема ъ, сходен ротацизъм. Тези явления предполагат общ произход или близък контакт при формирането на двата езика.